# Santa Maria de Montblanc
Santa Maria de Montblanc o Santa Maria la Major és una església gòtica del segle xiv del municipi de Montblanc (Conca de Barberà), amb la portalada principal considerada del renaixement. Està situada dalt d'un promontori des d'on es domina la ciutat vella de Montblanc. També és coneguda com La Catedral de la Muntanya. És una obra declarada bé cultural d'interès nacional.

## Descripció
Planta d'una nau (18 m d'amplada) amb capelles laterals entre contraforts i absis pentagonal també amb capelles. La nau té cinc trams però en el projecte n'hi havia més (dos o quatre segons diverses opinions). Des de la capçalera, els dos primers trams tenen capelles; el tercer i el quart del costat sud són el vestíbul d'entrada cobert amb una magnífica volta de creueria molt rebaixada (al damunt hi ha l'orgue). En una de les capelles de la banda nord es prolonga una capella (capella del Santíssim) de pla de creu del segle xviii; el cinquè tram té capelles normals, en la del nord s'hi inicià la construcció que no reeixí d'un campanar octavat amb escala de caragol al contrafort. Les capelles, seguint la tradició, es cobreixen a mitjana altura de la nau per deixar lloc a esvelts finestrals. La nau es cobreix amb volta de creueria ogival i les capelles també. La capella central de l'absis té una ampla rosassa, mentre que les altres tenen finestrals ogivals. Els contraforts exteriors estan foradats simulant arcbotants per permetre un pas de ronda. Tots tenen pinacle amb fronda i floró al cim.

### Exterior
A les escales d'accés al temple es pot admirar la reproducció restaurada i, en certa manera interpretada, d'una magnífica creu gòtica del segle xv, probablement obra de Pere Joan, amb pedestal esglaonat de set cares i fust helicoïdal.
La plaça de l'entrada principal està pavimentada a base de còdols blancs i negres que dibuixen una composició geomètrica presidida per l'escut de la vila i la data de la construcció (1786).
La façana o portalada principal és del 1590 i presenta una fórmula típica de retaule renaixentista de dos ordres (corinti i compost) superposats, amb fornícules que aixopluguen un apostolat presidit per la figura central del Salvador. L'escultura dels apòstols és obra del tortosí Agustí Pujol (pare). Aquest tipus de façana és un dels pocs exemples d'aquesta època conservats a Catalunya. Era semblant al de l'antiga església del monestir de Montserrat.
El frontispici està coronat per un grup escultòric de poca qualitat, amb l'escut de la vila i dos tenants (nens) i sengles figures atlètiques de les quals manca la de l'esquerra. Segons Palau procedeixen de dos arcs, un d'entrada i altre de sortida del Pont Vell els quals, després que fossin destruïts per una riuada, l'un fou aprofitat per al coronament de la façana de Sta Maria, i l'altre per a restaurar un lateral del pont. Ben diferent, però, és l'opinió de Felipsegons ell el grup s'hauria fet exprés per al coronament; se l'hauria rebutjat després per manca de qualitat i repetit. Finalment, les pedres del "dolent" s'haurien utilitzat per adobar el Pont Vell.

### Interior
El temple és d'una nau (de 16,5 metres d'amplada, 30 de longitud i 26 d'alçada) i d'absis poligonal de set costats, ambdós coberts de volta de creueria que divideix la nau en tres trams rectangulars, dels quals el del mig, que és doble, allotja un atri i la porta principal. Les nervadures de la volta carreguen en columnes adossades als contraforts mitjançant capitells esculturats que a l'absis presenten escenes del Gènesi.
Entre els contraforts s'allotgen capelles quadrades, cobertes de creuria, que pugen fins a mitjana altura de la nau. A les capelles i a la nau hi ha finestrals amb vitralls de color. Les claus de volta de la nau són especialment interessants: a l'absis, una Santíssima Trinitat del segle xiv; al primer tram, una esplèndida Anunciació del segle xv, probablement obra de Pere Joan; i al segon tram, un sant Cristòfol del segle. XVI.

### Absis i laterals

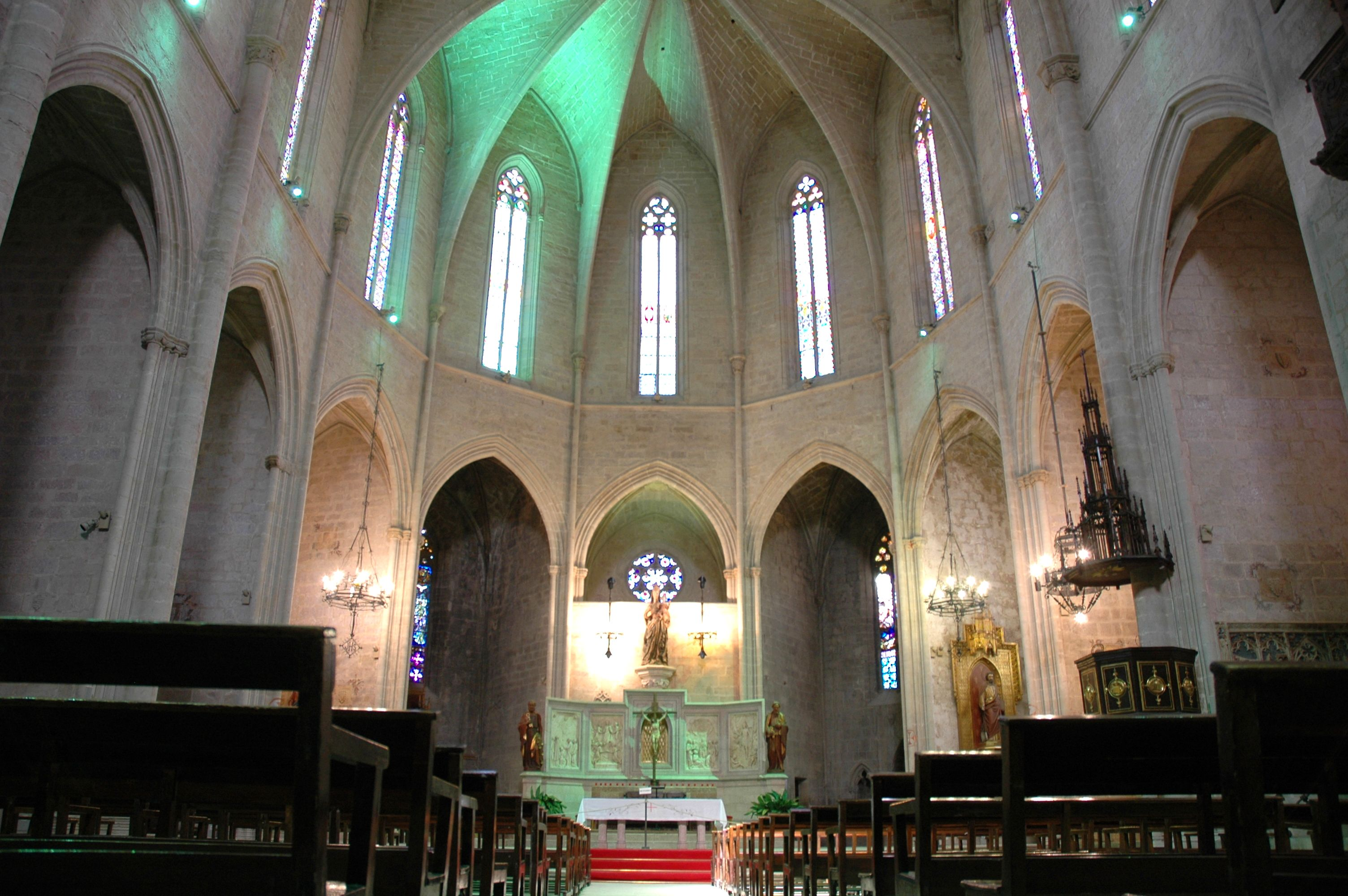
Interior

L'absis de l'església de la vila de Montblanc dona fe del gòtic senzill i compacte que caracteritza la resta de l'edifici. Les estructures són sòlides i en un estat de conservació molt bo. Hi trobem contraforts minimament decorats i finestres ogivals totalment mancades d'ornamentació.
Conté molts elements; en primer lloc, les capelles que, amb arcs apuntats, estan conformades per vitralls policromats i ben decorats. Així mateix trobem l'altar major, de senzilla factura, amb un retaule obra de Camps Arnau (quatre relleus) i Frederic Marès (apostols sant Pere i sant Pau). Presidint el conjunt per la Mare de Déu del Cor, talla gòtica del segle xv, policromada i de gran mida; de figura esvelta. L'església data del segle xiv, que és el període al qual pertany, segurament aquest absis, ja que les reformes posteriors afecten a la portalada i interior de l'edifici.
Els laterals són de gòtic senzill i nu, com es pot comprovar tant a la vista lateral com al detall de la portalada, amb elements de transició des del romànic. L'església està poc decorada i conserva una rigidesa pròpia del gòtic més pur. Les obres es van iniciar en el 1352 amb ajut dels reis i altres nobles. El projecte es va aturar per la crisi econòmica i social posterior a la pesta negra i el 1528 es va realitzar la segona consagració.

### Altres
Guarda interessants obres d'art:

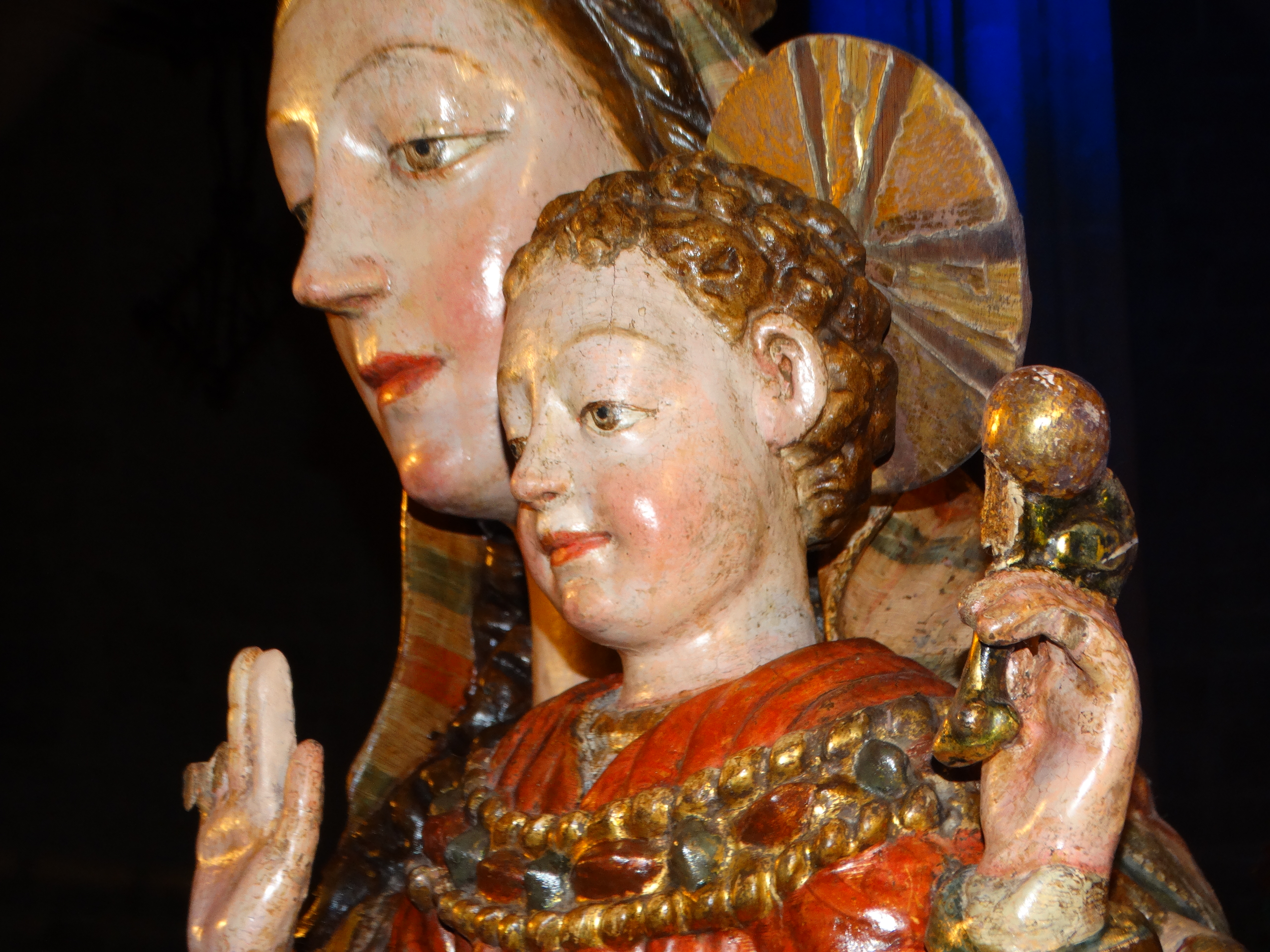
Mare de Déu del Cor

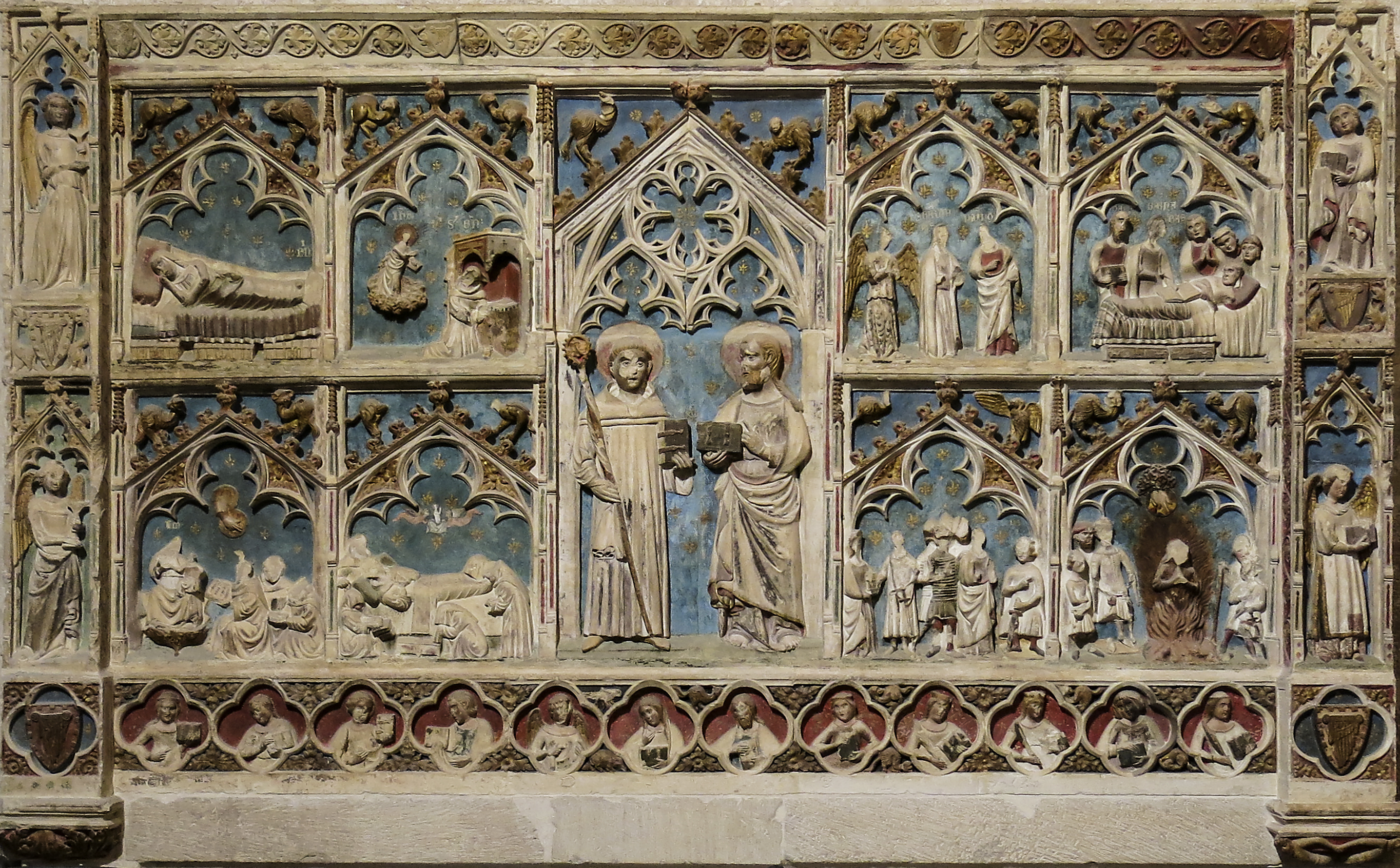
Retaule de Sant Bernat i Sant Bernabé

- La Mare de Déu del Cor de l'altar major que és una preciosa talla de fusta policromada del segle xv, procedent de antic retaule major que fou substituït per un del segle xviii. És una obra integrant de la declaració BCIN.[1]

- El retaule de Sant Bernat i Sant Bernabé, de pedra policromada del segle xiv, que és un dels més antics dedicats a sant Bernat i dels primers a representar l'escena de la lactatio Bernardi. Atribuït a Guillem Timor. És una obra integrant de la declaració BCIN.[1]
- El retaule de Santa Anna de la capella del baptisteri que, entre 1601 i 1603, va pintar el montblanquí Cristòfor Hortoneda, per a l'Hospital de Santa Magdalena de la vila.[1]
- L'orgue de 1607, es conserva en la seva reconstrucció de 1752, restaurat el 1977; és un dels millors orgues que es conserven de l'escola catalana del barroc. Obra de dos orgueners (Josep Boscà i Serinyena 1703-1704 i Antoni Boscà i Llorens 1750-1752), ha arribat a l'actualitat amb força reformes. És una obra integrant de la declaració BCIN.[1]
- L'Altar Major, obra de Josep Mª Camps i Arnau, del segle xx i Frederic Marès. És una obra integrant de la declaració BCIN.[1]

## Història
La vila de Montblanc és fundada el 1163 per Alfons el Cast i, set anys després, ja es troba documentada una primitiva església romànica dedicada a Santa Maria. L'església quedà petita ja a principis de segle xiii a causa de l'augment demogràfic i es projectà construir una gran església gòtica amb més capacitat. Com que la durada de les obres es preveia llarga, es va decidir construir una altra església on poder celebrar el culte cristià. D'aquesta manera s'iniciaren les obres de l'església de Sant Miquel de Montblanc. Un cop s'acabaren els treballs (el 1288 ja està documentada), es procedí a l'enderrocament de la centenària església romànica i s'inicià la construcció gòtica de l'arxiprestal de Santa Maria.
L'església de Santa Maria té aires de catedral per les seves dimensions i cal tenir en compte que Montblanc al segle xiv era la setena vila del Principat. Se suposa que vers l'any 1352 s'inicià la construcció sota la direcció de Reinard des Fonoll introductor del gòtic flamiger a Catalunya i un dels autors del claustre de Santes Creus. Substituïa l'anterior temple romànic de petites dimensions que hi havia en el mateix lloc. La Pesta Negra del segle xiv va interrompre la construcció. Al segle xv semblava que la vida tornava a la normalitat quan la Guerra civil catalana va esclatar i la vila de Montblanc rebé un cop molt dur. Poc després, i veient que les arques municipals ja no estaven per grans projectes, es va decidir donar les obres per finalitzades; restava per fer la part sud de l'edifici, la façana principal i el campanar, i es va decidir obrir una porta en un lateral de l'església. El 1479 l'església va acollir les despulles del rei Joan el Gran en el seu camí cap al Monestir de Poblet per a ser enterrat allà. El 1505 es va acabar la construcció del presbiteri, amb el qual es donaven per acabades les obres.
Finalment, l'església fou consagrada el 1548 i al final de segle es va encarregar la realització d'una façana renaixentista en un dels laterals de l'edifici. A partir de Palau i Dulcet s'havia cregut que aquesta façana era gòtica i que fou completament enderrocada durant La General Crema de la Guerra dels Segadors (1651) per les tropes castellanes dirigides pel General Juan de Pallaviccino y Ramírez de Haro i que després se'n va fer una nova en estil barroc, que és la que hi ha. Tanmateix, aquesta hipòtesi de les dues façanes (la gòtica i la barroca) ha estat refutada per Joan Bosch, el qual ha provat que la façana conservada és la primitiva cinccentista, ja que la voladura de 1651 només n'afectà el coronament.
Al segle xviii es produïren canvis a l'interior de l'església. A l'altar major es col·locà un excel·lent retaule barroc, obra dels escultors Antoni Costa i Francesc de Vogué, que fou consagrat l'any 1776. Aquest retaule substituïa un altre del segle xv del qual sembla que es conservà l'anomenada "Mare de Déu del Cor", que avui presideix l'altar major. Des de l'any 1793, l'església comptava amb l'anomenat Seny Gros, la campana més gran de tota l'Arxidiòcesi de Tarragona.
Al llarg del segle xix es van realitzar obres de consolidació de la volta i de la capella del Baptisteri i es va obrir totalment el finestral superior. El 9 de setembre de 1906, l'Arquebisbe de Tarragona Dr. Tomàs Costa presidia l'ofici solemne de la coronació canònica de la Mare de Déu de la Serra amb l'església plena de gom a gom.
A principis de segle xx hagué de suportar diversos atacs anticlericals i durant la Guerra civil espanyola, es cremaren o destruïren diveres imatges, altars, l'aixovar sagrat, llibres, mobiliari i campanes (entre elles el Seny Gros). Les parets del temple van quedar nues i fins passat el conflicte bèl·lic no fou possible la recuperació en part de l'església.

### Plebà
Des de molt antic, el rector de la parròquia de Santa Maria de Montblanc rep el tractament de plebà. La primera cita coneguda és del segle xii. Al segle xvi, només restaven plebans (i ja com a títol simbòlic) a Balaguer, Montblanc i a Ponts. Més modernament rebé tal distinció el rector d'Oliva, a la comarca valenciana de la Safor. Actualment, el rector de la parròquia de Santa Maria la Major és l'únic de Catalunya que posseeix el títol de Plebà.

## Galeria d'imatges

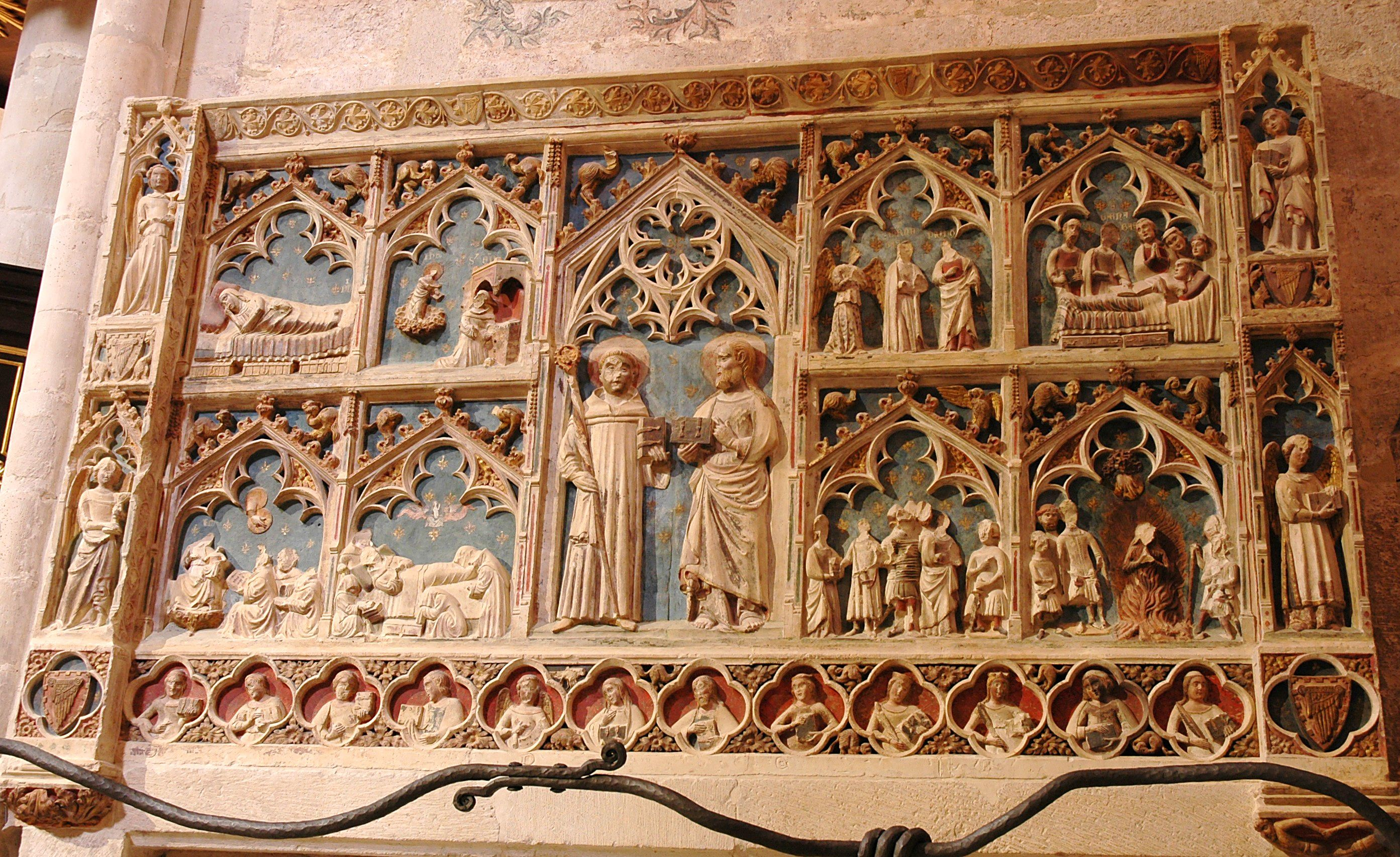
Retaule de Sant Bernat i Sant Bernabé
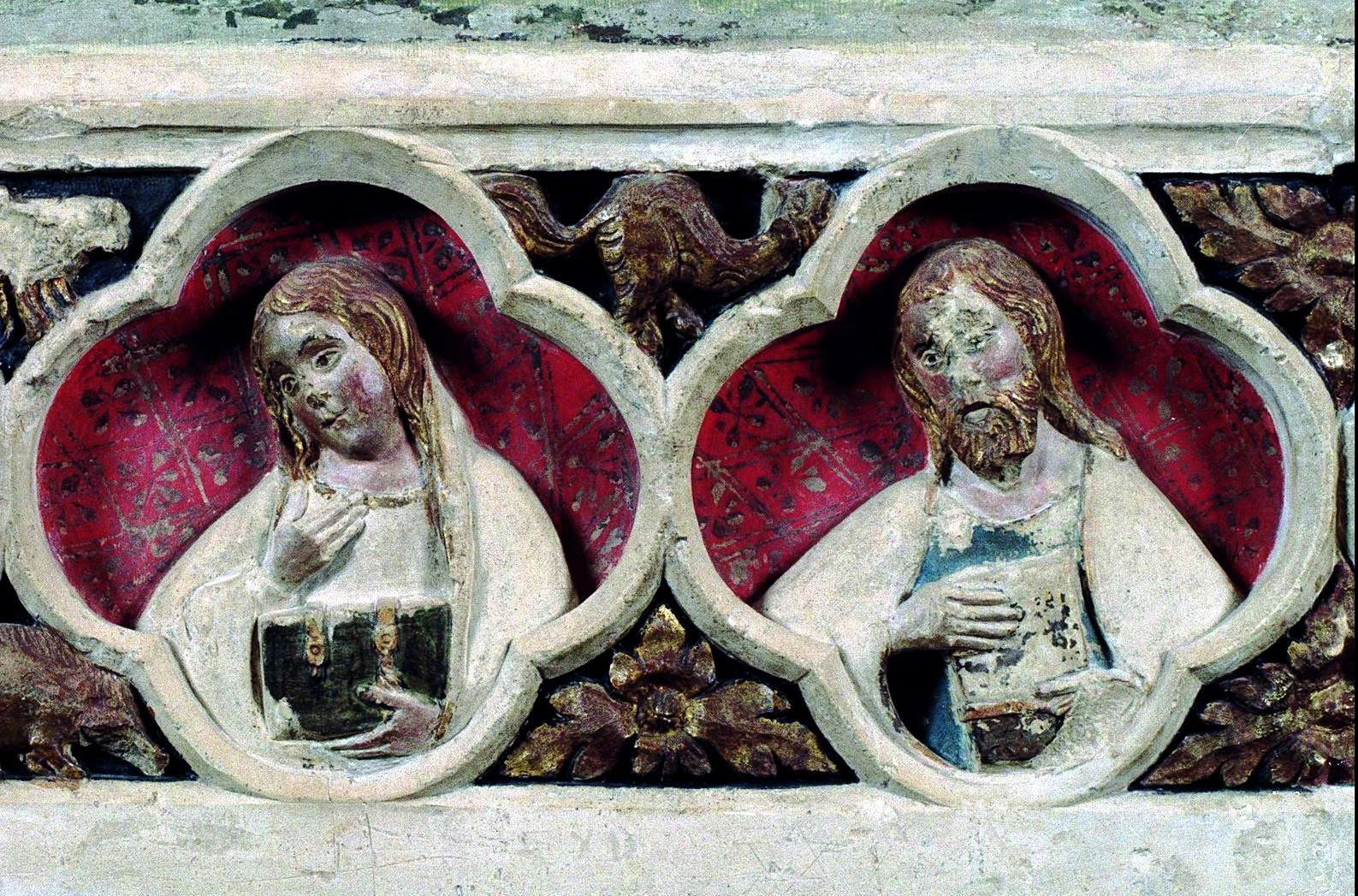
Detall del retaule dels sants Bernat i Bernabé
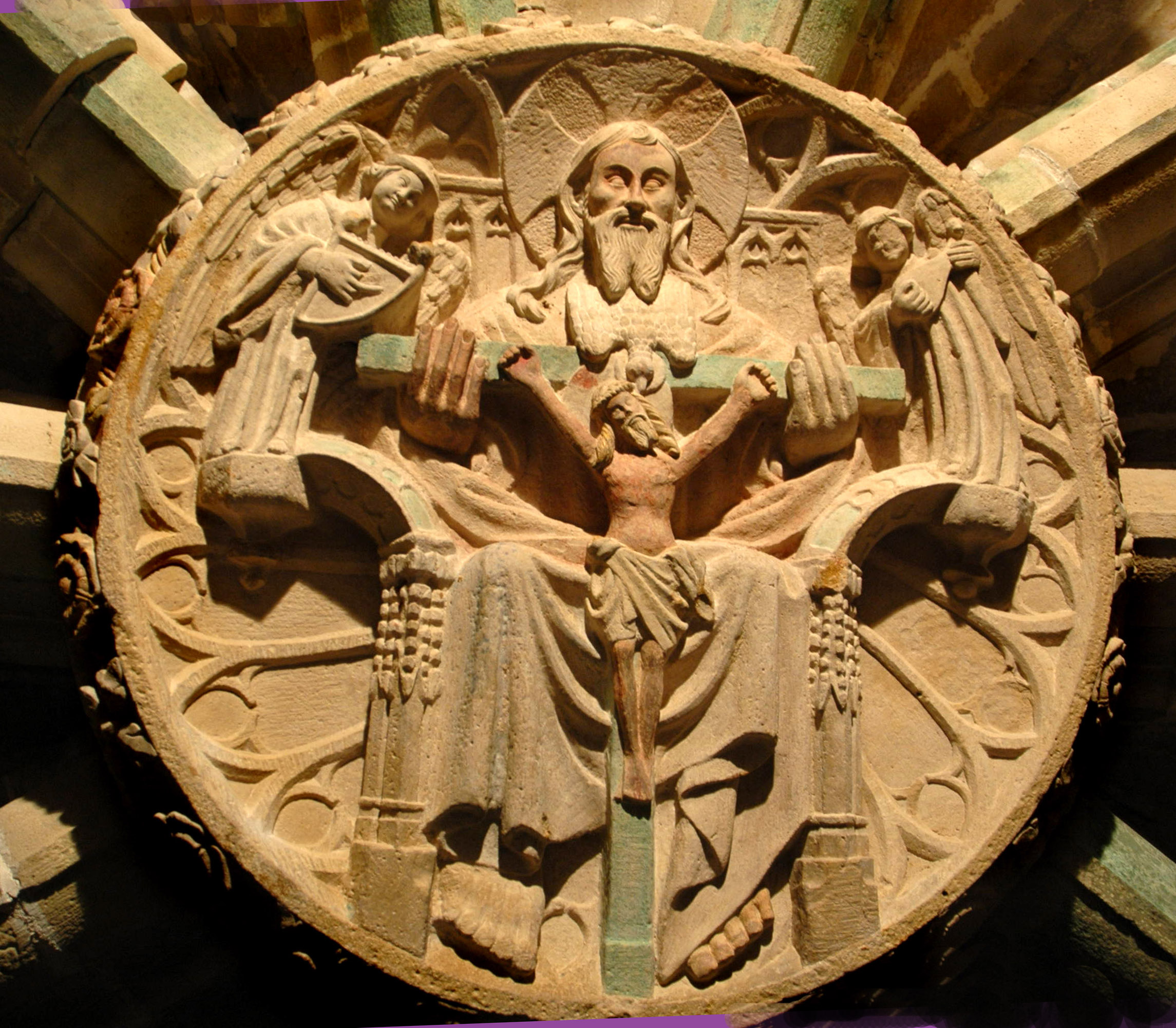
Clau del presbiteri, segle xiv
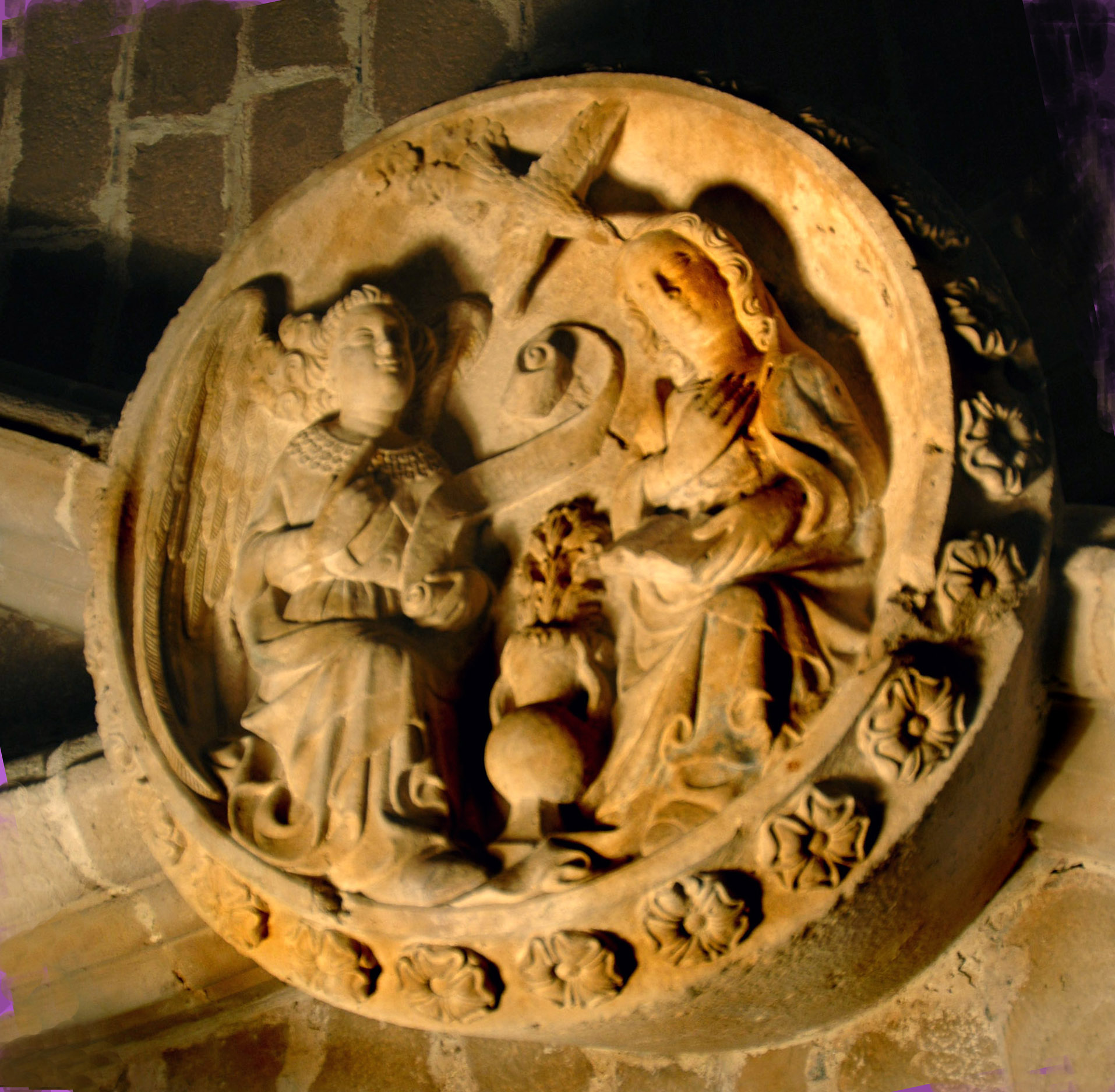
Clau del Ier tram, atribuïda a Pere Joan, segle xv
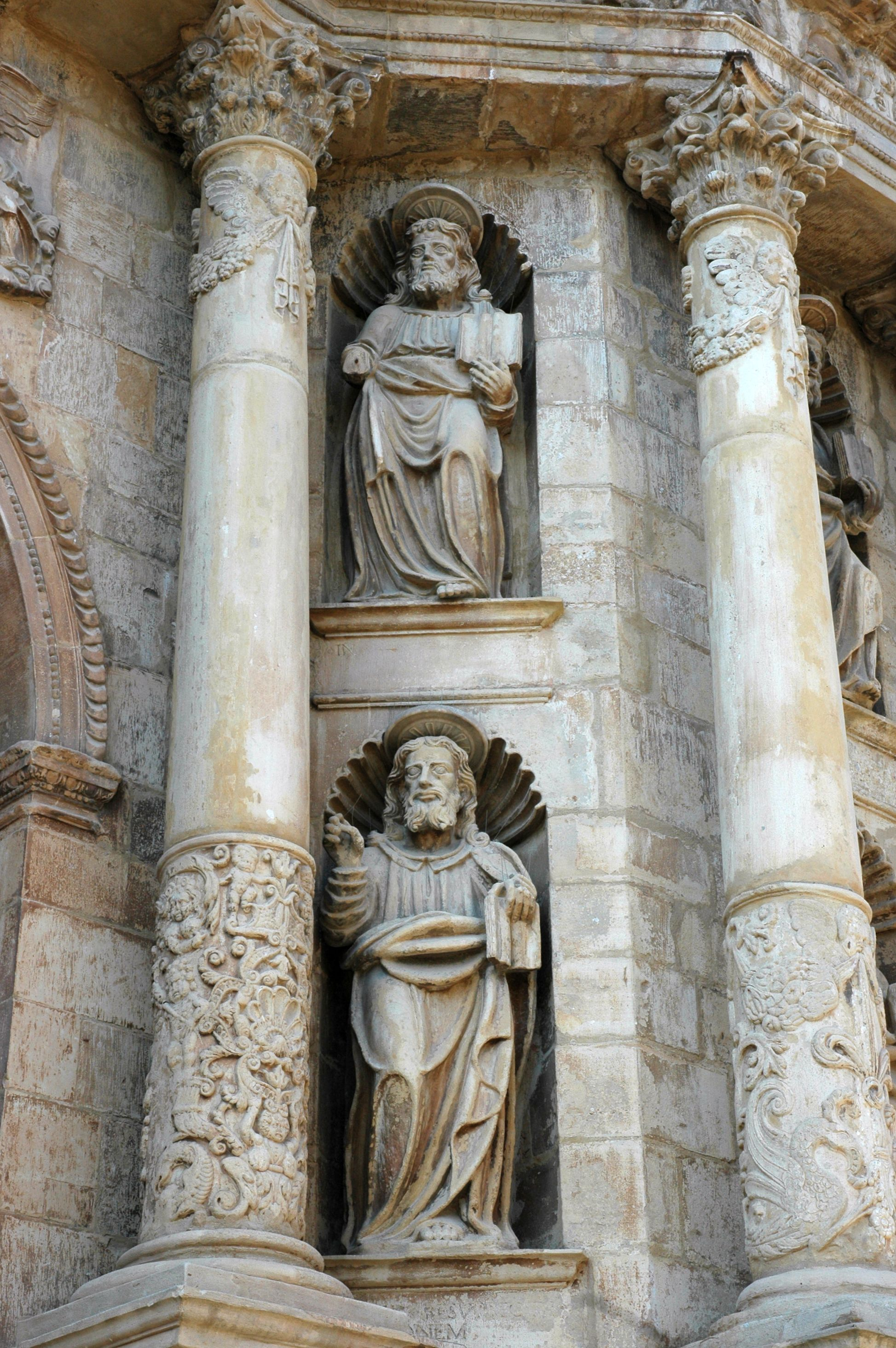
Detall escultures de la portalada
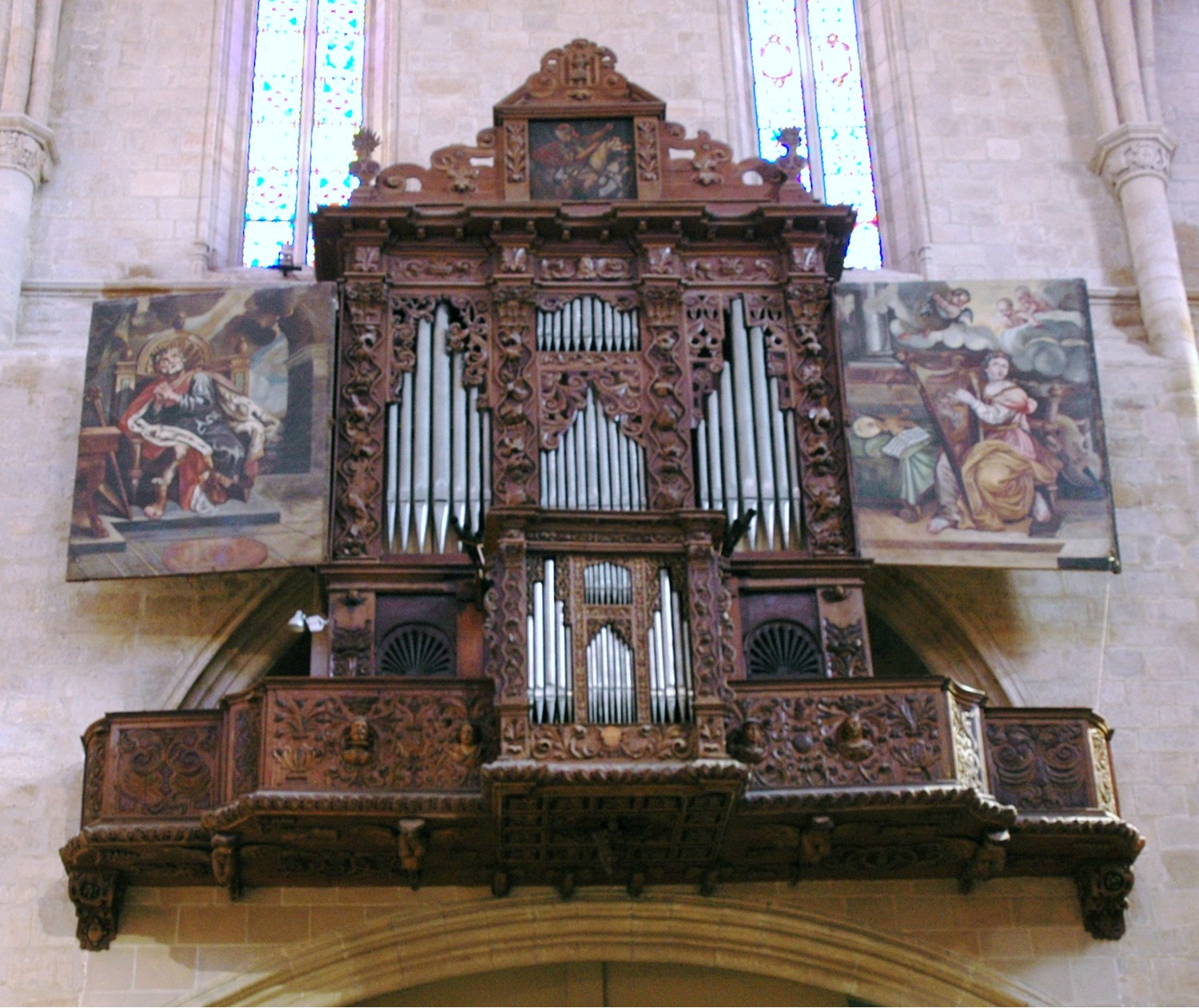
L'Orgue barroc de Montblanc, un dels millors orgues que es conserven de l'escola catalana
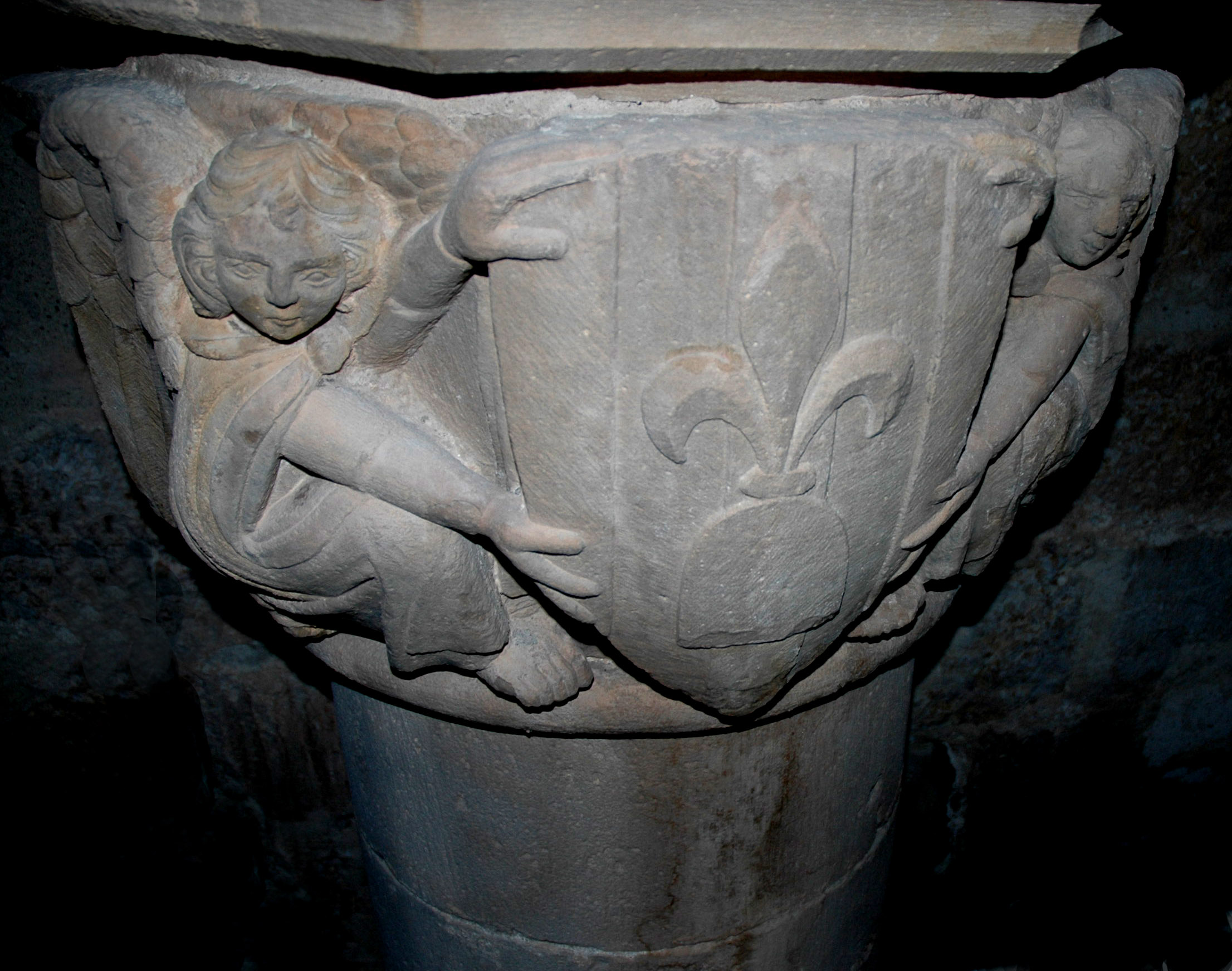
Capitell d'un nervi del presbiteri amb una escena del Gènesi
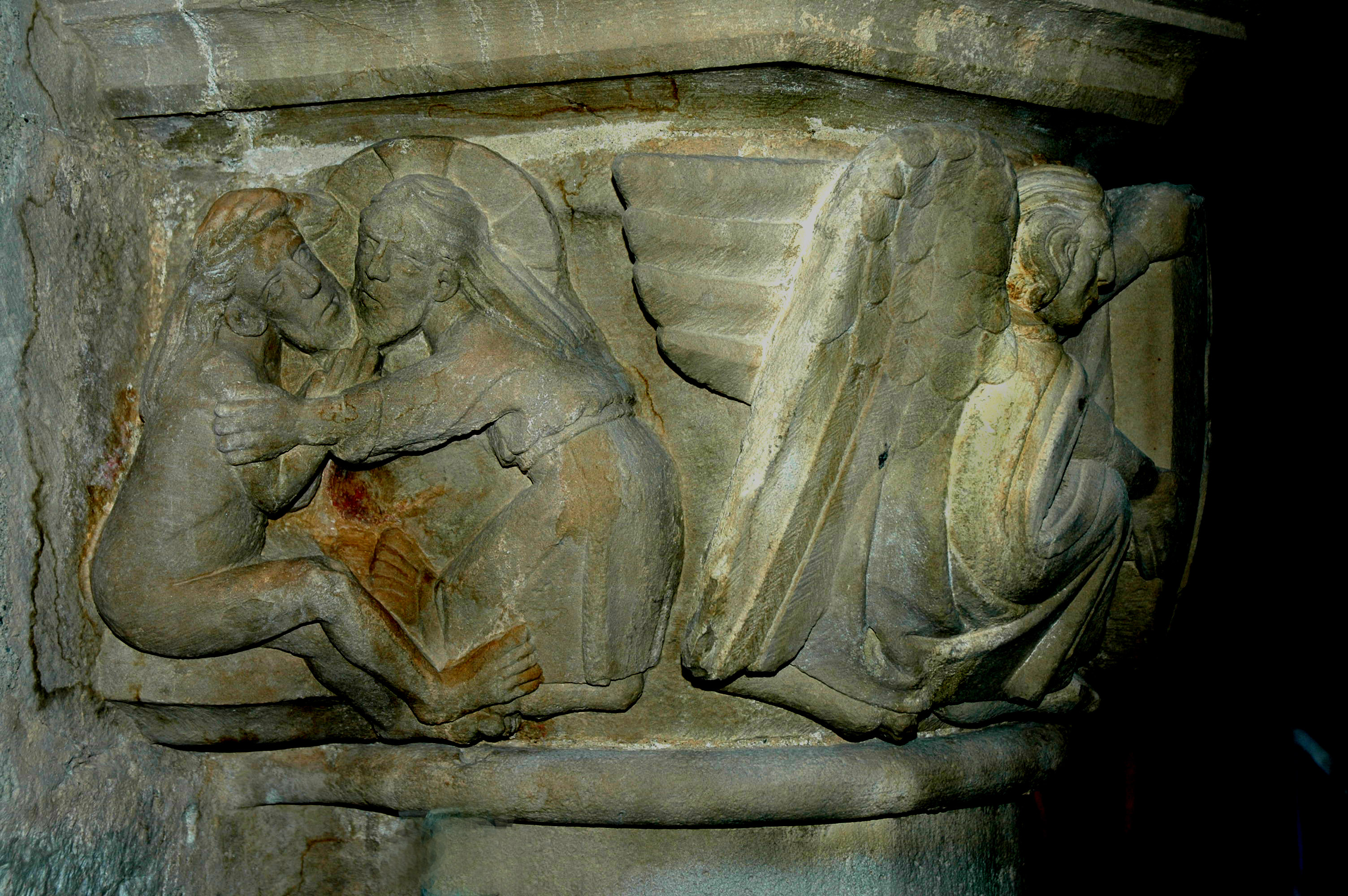
Capitell d'altre nervi del presbiteri, amb escena del Gènesi